# Consulat général de France à Atlanta
Le consulat général de France à Atlanta est une représentation consulaire de la République française aux États-Unis. Placée sous l'autorité de l'ambassade de France aux États-Unis, sa circonscription consulaire s'étend sur six États : l’Alabama, la Caroline du Nord, la Caroline du Sud, la Géorgie, le Mississippi et le Tennessee. Le consulat est chargé de la protection et du suivi administratif des Français établis ou de passage dans sa circonscription ainsi que de promouvoir les relations franco-américaines dans la région. 

## Listes des consuls généraux de France à Atlanta
Le premier consul est arrivé à Atlanta en 1989, et depuis lors, dix personnalités françaises ont occupé le poste :  
| Nom                         | Dates     |
| --------------------------- | --------- |
| Jacky Musnier               | 1989-1993 |
| Gérard Blanchot             | 1993-1997 |
| Jean-Paul Moncheau          | 1997-2001 |
| René-Serge Marty            | 2001-2005 |
| Philippe Ardanaz (d)        | 2005-2009 |
| Pascal Le Deunff (d)        | 2009-2012 |
| Denis Barbet (d)            | 2012-2016 |
| Louis de Corail (d)         | 2016-2019 |
| Vincent Hommeril (d)        | 2019-2022 |
| Anne-Laure Desjonquères (d) | 2022-     |

Source : consulat général de France à Atlanta

## Les Services[2]
La Chancellerie joue un rôle de protection de nos concitoyens expatriés ou de passage : aide sociale, bourses scolaires, secours aux Français de passage en difficulté, assistance aux Français incarcérés, etc. Elle est le relais des administrations françaises auprès de nos ressortissants qui peuvent ainsi maintenir leurs liens avec l’administration française et exercer leurs droits de citoyens.
Le service culturel d’Atlanta développe dans le Sud-est des États-Unis des actions de coopération et de dialogue franco-américain dans les domaines éducatifs, universitaires, et artistiques. Par les arts, la littérature, le cinéma, la sphère numérique, la langue française et l’enseignement supérieur, il s’engage à promouvoir les idées nouvelles et innovantes qui font le lien entre Français et Américains en soutenant de nombreux projets et initiatives avec ses partenaires.
La mission pour la science et la technologie a pour tâche de participer au dynamisme scientifique et technologique du Sud-est américain en ciblant les possibilités de partenariats en matière de recherche entre institutions locales publiques ou privées et organismes français. Parmi ses missions, elle suit les innovations scientifiques présentes dans le Sud-est des États-Unis, conforte les partenariats scientifiques et technologiques présents et en initie de nouveaux, favorise les échanges de doctorants et de chercheurs entre nos deux pays et soutient l’innovation française et américaine en accompagnant de jeunes start-up dans leur découverte de l’écosystème américain, mais également en promouvant l’attractivité de la France auprès des jeunes entreprises innovantes américaines.
Le service de presse et de communication poursuit une action permanente d’information et de documentation sur la France auprès des médias et des relais d’opinion du Sud-est américain. Il informe également l’Administration française de l’image de la France, vue à travers la presse locale. Enfin, il est chargé du maintien de la présence digitale du consulat au travers de son site internet, newsletter électronique, et ses réseaux sociaux. 

## Adresse
Précédemment situé dans le bâtiment Prominence à Buckhead, le consulat général de France à Atlanta a été relocalisé au 5e étage de Buckhead Towers à Lenox Square dans le quartier de Buckhead, le 17 mai 2010. Le bâtiment se situe à l’intersection de Lenox Road et E. Paces Ferry Road NE, derrière Lenox Mall et adjacent à l'hôtel J.W. Marriott.
L'espace a été inauguré le 30 juin 2010 sous le nom “Maison de France". À cette époque, il abritait également la French-American Chamber of Commerce of Atlanta, la French Trade Commission-Ubifrance, et l’Atlanta-Accueil association. Depuis l’été 2021, l’espace est exclusivement occupé par le Consulat.

## France-Atlanta[5]
En 2010, le consulat et l'Institut de Technologie de Géorgie ont lancé l'initiative France-Atlanta, avec pour objectif d’intensifier et dynamiser les relations franco-américaines dans le Sud-est des États-Unis. L’édition d’inauguration comprenait vingt événements auxquels ont participé plus de 3 500 personnes, dont des délégations de Paris et Metz, France. 
Depuis lors, l’initiative s’est transformée en un événement annuel, multidisciplinaire, réunissant des chefs d’entreprises, des scientifiques, des artistes et des experts humanitaires français et américains. À travers son programme, France-Atlanta cherche à présenter les meilleures idées et innovations des deux côtés de l’Atlantique ainsi qu’à encourager la collaboration entre chercheurs, artistes et visionnaires Français et Américains.

## Les consuls honoraires
Huit consuls honoraires sont répartis sur l'ensemble de la circonscription consulaire relayant l'action du consulat au sein des États du Sud-est. Ces représentants bénévoles de la France collaborent étroitement avec le consul qui les supervise. Ils se sont situés respectivement à :
- Mobile (Alabama)
- Charlotte (Caroline du Nord)
- Raleigh (Caroline du Nord)
- Greenville (Caroline du Sud)
- Charleston (Caroline du Sud)
- Savannah (Géorgie)
- Hattiesburg (Mississippi)
- Nashville (Tennessee)